# Chitron mniszechii
Chitron mniszechii – gatunek chrząszcza z rodziny kózkowatych i podrodziny zgrzypikowych. Jedyny przedstawiciel rodzaju Chitron.

## Zasięg występowania
Gatunek ten występuje w południowej Brazylii (notowany w stanach Espírito Santo, Rio de Janeiro, São Paulo, Parana, Santa Catarina i Rio Grande do Sul), oraz Paragwaju.